# 55 Dywizja Strzelców
55 Dywizja Strzelców – związek taktyczny piechoty Armii Czerwonej okresu wojny domowej w Rosji i wojny polsko-bolszewickiej.

## Formowanie i walki
Sformowana w listopadzie 1919 i do stycznia 1920 stacjonowała w Piotrogrodzie. 
1 sierpnia 1920 jej 164 Brygada Strzelców liczyła w stanie bojowym 2532 żołnierzy z tego piechoty 2465. Na uzbrojeniu posiadała 35 ciężkich karabinów maszynowych i 8 dział.
W sierpniu 1920 weszła w skład 4 Armii odtworzonej po klęsce nad Wisłą. Osłaniała kierunek na Pińsk, walczyła w rejonie Kobrynia i Prużany.
W dniu 20 września 1920 roku tuż przed wybuchem bitwy nad Niemnem razem z 17 DK, 19 DS i 57 DS wchodziła w skład 4 Armii Dmitrija Szuwajewa i obsadzała kierunek piński na południowym skrzydle Frontu Zachodniego.

## Dowódcy dywizji
- M.I. Rożen (VIII – IX 1920)[2]
- K.I. Grunsztajn (IX 1920)[2]
- B.M. Feldman (IX – XII 1920)[2]